# قائمة أندية كرة القدم في محافظة الأحساء
تشمل قائمة أندية كرة القدم في محافظة الأحساء جميع الأندية الواقعة في محافظة الأحساء في المنطقة الشرقية في المملكة العربية السعودية، وتضم الأحساء نادي الفتح الذي يشارك في دوري المحترفين السعودي، حيث يُعتبر أبرز الأندية في الأحساء وأكثرها نجاحًا حيث حصل علي الدوري السعودي للمحترفين موسم 2012–13، وحصد علي أول كأس السوبر السعودي في عام 2013، ويُعتبر نادي هجر أقدم أندية الأحساء حيث تأسس في عام 1950، وأول من مثل الأحساء في دوري المحترفين السعودي هو نادي الروضة، ويمثل الأحساء في دوري الدرجة الأولى السعودي كل من نادي الجيل، ونادي النجوم، ونادي العدالة، نادي هجر، وفي دوري الدرجة الثانية السعودي نادي الروضة، ونادي العمران ونادي الطرف ونادي الشروق ونادي العيون ونادي القارة في دوري الدرجة الثالثة السعودي.

## القائمة
|    | النادي  | شعار | تاريخ التاسيس | الموقع            | معلومات |
| -- | ------- | ---- | ------------- | ----------------- | --- |
| 1  | الفتح   |      | 1958          | المبرز            | - أول نادي يحصل علي كأس السوبر السعودي في عام 2013. - أول نادي من محافظة الأحساء يحصد دوري المحترفين السعودي في موسم 2012–13. - أول نادي من محافظة الأحساء يشارك في دوري أبطال آسيا في عام 2014. - شارك مرتين في دوري أبطال آسيا أعوام 2014 و2017. - أول نادي من محافظة الأحساء يشارك في كأس العرب للأندية الأبطال في موسم 2012–13. |
| 2  | الروضة  |      | 1976          | الجشة             | - أول نادي من محافظة الأحساء يشارك في دوري المحترفين السعودي، وكان ذلك في موسم 1981–82. - شارك نادي الروضة في 4 مواسم من دوري المحترفين السعودي وهي كالتالي 1981–82، و1982–83، و1988–89، و1994–95. |
| 3  | هجر     |      | 1950          | الهفوف            | - شارك نادي الروضة في 6 مواسم من دوري المحترفين السعودي وهي كالتالي 1988–89، و1998–99، و2011–12، و2012–13، و2013–14، و2014–15، و2015–16. - يُعتبر هجر أقدم نادي لكرة قدم محترف في محافظة الأحساء. |
| 4  | العدالة |      | 1984          | الحليلة           | - شارك نادي العدالة مرة واحدة في دوري المحترفين السعودي، وكان ذلك في موسم 2019–20. - شارك نادي العدالة في كأس خادم الحرمين الشريفين 5 مرات مواسم 2016، و2017، و2018، و2019، و2020. |
| 5  | النجوم  |      | 1976          | الشقيق (الأحساء)  | - لم يشارك في دوري المحترفين السعودي علي مدار تاريخه. - شارك نادي النجوم في دوري الدرجة الأولى السعودي 5 مرات مواسم 2015–16، و2016–17، و2017–18، و2018–19، و2019–20. |
| 6  | الجيل   |      | 1976          | الهفوف            | - لم يشارك في دوري المحترفين السعودي علي مدار تاريخه. - شارك نادي الجيل في دوري الدرجة الأولى السعودي 10 مرات مواسم 1986–87، و2010–11، و2011–12، و2012–13، و2013–14، و2014–15، و2015–16، و2016–17، و2016–17، و2018–19، و2019–20. |
| 7  | العيون  |      | 1977          | العيون (السعودية) | - لم يشارك في دوري المحترفين السعودي علي مدار تاريخه. - شارك نادي العيون دوري الدرجة الأولى السعودي 4 مرات مواسم 1989–90، و1990–91، و1991–92، و1992–93. |
| 8  | القارة  |      | 1978          | القارة (الأحساء)  | - لم يشارك في دوري المحترفين السعودي، ودوري الدرجة الأولى السعودي. - شارك نادي القارة في دوري الدرجة الثانية السعودي 3 مرات مواسم 1998–99، و1999–2000، و2000–01. |
| 9  | الطرف   |      | 1980          | الطرف             | - لم يشارك في دوري المحترفين السعودي، ودوري الدرجة الأولى السعودي، ودوري الدرجة الثانية السعودي. - شارك نادي الطرف في تصفيات كأس خادم الحرمين الشريفين في عام 2015. |
| 10 | الشروق  |      | 1981          | الجفر             | - لم يشارك في دوري المحترفين السعودي، ودوري الدرجة الأولى السعودي، ودوري الدرجة الثانية السعودي. - شارك نادي الشروق في دوري الدرجة الثالثة السعودي مواسم 2012-13، و2019-20. |
| 11 | العمران |      | 1964          | العمران (الأحساء) | - لم يشارك في دوري المحترفين السعودي، ودوري الدرجة الأولى السعودي، ودوري الدرجة الثانية السعودي. - شارك نادي الطرف في تصفيات كأس خادم الحرمين الشريفين في عام 2019. |